# Sommer-Paralympics 2016/Teilnehmer (Macau)
| stlisierte Goldmedaille | stlisierte Silbermedaille | stlisierte Bronzemedaille |
| ----------------------- | ------------------------- | ------------------------- |
| —                       | —                         | —                         |

Macau entsendete zu den Paralympischen Sommerspielen 2016 in Rio de Janeiro einen Athleten.

## Teilnehmer nach Sportart

### Schwimmen
Männer:
- Yu Chia Chen
  - 200 Meter Freistil S14: Vorlauf, 2:12,11 Minuten, Rang 17, nicht qualifiziert für die Endrunde
  - 200 Meter Lagen SM14: Vorlauf, 2:32,26 Minuten, Rang 19, nicht qualifiziert für die Endrunde